# Río Hurtado (comuna)
Río Hurtado (antiguamente denominada Samo Alto), es una comuna del Norte Chico de Chile localizada en el sector norte de la provincia del Limarí, región de Coquimbo, en la zona precordillerana del valle de Hurtado, a unos 400 kilómetros al norte de Santiago de Chile. Su capital es la localidad de Samo Alto.
Alcanza una superficie de 2.180,9 km² y se extiende unos 160 kilómetros a lo largo de un verde valle rodeado de altas cumbres, al sur de la comuna de Vicuña.
Las características socioeconómicas del territorio la señalan como espacio netamente rural, con actividad económica esencialmente agrícola basada en la explotación de pequeños huertos familiares y la crianza del ganado caprino.

## Historia

### Periodo Colonial
El periodo colonial es particularmente interesante en la zona del Valle del Río Hurtado, puesto que se constituiría, desde la llegada de los españoles, como una zona idónea para el cultivo de todo tipo de granos, árboles frutales y parras, dando origen a las primeras producciones de vinos y aguardientes. Al mismo tiempo comienza a crecer el ganado caprino reemplazando a la llama, como el principal animal de corral. Este proceso de todas maneras fue considerablemente lento, siendo entregadas la totalidad de las tierras antes de 1600, sin embargo, su ocupación adquiere mayor importancia hasta el siglo XVIII. Es así como se va desarrollando una cultura agrícola, a pesar de la existencia de algunos lavaderos de oro al interior y algunos trapiches de molienda de mineral, que aprovechaban los yacimientos de Andacollo, pero que no tuvieron la preponderancia de las minas de las regiones del norte y de la zona del Perú.
Durante el período colonial los valles limarinos, se dividieron en zonas propuestas por la iglesia católica, identificándose los curatos de Andacollo, Sotaquí, y Barraza, quedando dentro de la jurisdicción de Andacollo (luego de un pequeño periodo bajo la jurisdicción de Sotaquí) los territorios vinculados al valle de Samo y el río Huamalata, lo que hoy conocemos como el valle del Río Hurtado. El Valle de Samo durante el siglo XVI fue dividido en tres grandes mercedes de tierras: 
a) La estancia del Pangue y Lagunillas teniendo como principal poblado a Higueriltas, donde se constituye la primera iglesia en 1630 bajo la cabeza parroquial de Sotaquí, posteriormente este poblado se llamará Recoleta y será sepultado bajo el agua del embalse. 
b) Estancia de Samo Alto, la que fue fragmentándose en las estancias de Guampuya, Inga Pichasca, Fundina, Las Minillas, Dadin, Cortaderilla, Chape, Chacay, El Atajo, La Hollada, y las haciendas de La Cortadera, Serón, Hurtado, entre otras 
c) Finalmente el área llamada El Chañar Blanco, otorgada al famoso conquistador Francisco de Aguirre a inicios de la conformación del Cabildo de La Serena, creando las estancias de Las Breas, San Agustín, La Embarrada, La Arena, las haciendas El Chañar, y El Bosque, y los fundos El Bolsico y Lavaderos, entre otros. 
A diferencia de otros sectores de los valles del Limari, el valle del Río Hurtado (de Samo) tuvo un poblamiento más tardío (s. XVIII), donde Pizarro (2010) identifica a la familia de don Juan de Cisternas Miranda, vecino de Mendoza y San Juan, en la estancia de Samo Alto dejando en herencia en 1705 la estancia de Samo Alto, que constaba de un molino a sus descendientes quienes fomentaron un proceso de poblamiento en el territorio y fragmentación, producto de los matrimonios que se irían efectuando. Entre los años 1630-1678 hace presencia en la zona la familia de La Fuente Villalobos en la Hacienda Higuerillas, dando paso a una producción ganadera.

### SigloXIX
Con la creación del departamento de Ovalle, Samo Alto fue designado delegación registrando en el censo de 1854 un total de 1543 habitantes.
En el año 1891, Samo Alto fue designada Comuna independiente con las subdelegaciones de: Recoleta, Hurtado y Samo Alto, instalandose el municipio en el año 1894. 
En esta etapa de la historia, una de las primeras autoridades del territorio vinculado al Río Hurtado eran los preceptores, cuyas primeras funciones eran la de crear una escuela, donde luego de varios intentos fallidos (producto de la escases de recursos de la institución y del pueblo), se logró crear en la localidad de Recoleta alrededor de 1860 la primera escuela a cargo del preceptor Juan Antonio Ardiles, años antes hizo enseñanza de las primeras letras el fray Luis Molina en un celda del convento de Recoleta. Finalmente en 1874 se instala definitivamente y con posesión legal del terreno la Escuela Publica en la misma localidad. Posteriormente en 1874 comienzan os trabajos para la creación de la escuela de Serón. El encargado de las obras fue don Francisco Henríquez y trabajaron como carpinteros y albañiles don José Pérez y su hermano Justo.
Francisco Astaburoaga escribió en 1899 en su Diccionario Geográfico de la República de Chile: 324  sobre el lugar:

Hurtado.-—Aldea del departamento de Ovalle situada por los 30º 19' Lat. y 70° 46' Lon. en la margen norte del río Guamalata, al que también presta su nombre, y á unos 65 kilómetros hacia el NE. de la ciudad de Ovalle, su capital. Contiene 520 habitantes, escuela gratuita, estafeta, una capilla, y en su contorno terrenos de cortos cultivos y minas de cobre.

El geógrafo chileno Luis Risopatrón lo describe como una ‘aldea’ en su libro Diccionario Jeográfico de Chile en el año 1924:: 417 

Hurtado (Aldea) 30° 16’ 70° 43'. Es de corto caserío, cuenta con servicio de correos i escuelas públicas i se encuentra a 1.195 m de altitud, rodeada de terreno de corto cultivo, en la márjen N de la parte media del valle del mismo nombre, a corta distancia hácia el NE del lugarejo de Seron.

## Medio ambiente

### Geomorfología y componentes abióticos

Trazado simplificado de los ecosistemas y cuerpos de agua presentes en la comuna de Río Hurtado.

La comuna de Río Hurtado se encuentra emplazada en las unidades geomorfológicas de Cordones transversales y Cordillera andina de retención crionival; y presenta según la clasificación climática de Köppen clima de tundra (ET), clima de tundra de lluvia invernal (ET (s)) y clima semiárido de lluvia invernal (BSk (s)). Esta además se halla entre las cuencas hidrográficas de río Elqui y río Limarí. Además, la comuna posee diversos cuerpos de agua, entre los que se destacan el río Hurtado.

### Componentes bióticos
Dentro del territorio de la comuna se pueden hallar los siguientes ecosistemas:
- Herbazal tropical-mediterráneo andino donde predomina Chaetanthera sphaeroidalis (Vulnerable)
- Matorral bajo tropical-mediterráneo andino donde predominan Adesmia hystrix y Ephedra breana (Preocupación menor)
- Matorral bajo tropical-mediterráneo andino donde predominan Adesmia subterranea y Adesmia echinus (Vulnerable)
- Matorral desértico mediterráneo interior donde predominan Flourensia thurifera y Colliguaja odorifera (Preocupación menor)
- Matorral desértico mediterráneo interior donde predominan Heliotropium stenophyllum y Flourensia thurifera (Preocupación menor)
- Zonas geográficas hinóspitas sin vegetación (Sin información)

### Medidas de protección ambiental y conflictos socioambientales
Hasta 2022, la comuna de Río Hurtado cuenta con las siguientes zonas que poseen algún nivel de protección ambiental:
- Comunidad Agrícola Estancia Estero Derecho (Iniciativa de Conservación Privada)[13]
- Monumento Natural Pichasca (Monumento Natural)[14]
- Santuario de la Naturaleza Estero Derecho (Santuario de la Naturaleza)[15]
- Santuario de la Naturaleza Río Cochiguaz (Santuario de la Naturaleza)[16]

## Demografía
La comuna de Río Hurtado ha experimentado un paulatino decrecimiento poblacional en las últimas décadas, pasando de 5.090 a 4.278 habitantes entre 1992 y 2017. La totalidad de la población comunal es de carácter rural, al no existir zonas urbanas en su territorio. Las localidades más pobladas de la comuna son: 
| Localidad  | Población (2017) |
| ---------- | ---------------- |
| Pichasca   | 426              |
| Serón      | 606              |
| Samo Alto  | 303              |
| Hurtado    | 283              |
| Tabaqueros | 213              |
| Las Breas  | 211              |
| El Chañar  | 208              |

## Administración

### Municipalidad
La Municipalidad de Río Hurtado para el periodo 2021-2024 es dirigida por la alcaldesa Carmen Juana Olivares de La Rivera (Independiente) y el concejo municipal conformado por los concejales:
- Rodrigo Hernández Muñoz (Renovación Nacional)
- Luis Arnoldo Vega González (Unión Demócrata Independiente)
- Diego Enrique Milla Yáñez (IND - Unidad Por el Apruebo PS PPD e IND)
- Fernando José Pastén Pastén (IND - Unidos Por la Dignidad)
- Jaime Antonio Flores Honores (Partido Demócrata Cristiano)
- Juan Amado Perines Huenchullán (Partido Demócrata Cristiano)

### Representación parlamentaria
Río Hurtado pertenece al distrito electoral n.º 5 y a la 4.ª circunscripción senatorial (Coquimbo). Es representada en la Cámara de Diputados y Diputadas del Congreso Nacional por las diputadas Nathalie Castillo (PCCh) y Carolina Tello (FA), así como también por los diputados Daniel Manouchehri (PS), Marco Antonio Sulantay (UDI), Ricardo Cifuentes (PDC), Juan Manuel Fuenzalida (UDI) y Víctor Pino (D). A su vez, es representada en el Senado por los senadores Daniel Núñez Arancibia (PCCh), Sergio Gahona Salazar (UDI) y Matías Walker Prieto (D).

## Economía
En 2018, la cantidad de empresas registradas en Río Hurtado fue de 59. El Índice de Complejidad Económica (ECI) en el mismo año fue de -0,86, mientras que las actividades económicas con mayor índice de Ventaja Comparativa Revelada (RCA) fueron Cultivo de Uva destinada a Producción de Pisco y Aguardiente (3074,13), Proveedores de Internet (72,64) y Cultivos Frutales en Árboles con Ciclo de Vida Mayor a una Temporada (42,37).

## Servicios
Al ser una comuna con una alta dispersión poblacional, el equipamiento e infraestructura comunal se reparte entre las distintas localidades. Mientras Samo Alto alberga la municipalidad, en Pichasca se encuentran el CESFAM comunal y un colegio con enseñanza media, Serón posee la biblioteca comunal, y en Hurtado se localizan el Liceo Jorge Iribarren Charlín, el Cuerpo de Bomberos comunal y la parroquia Nuestra Señora del Carmen. Tanto Pichasca como Hurtado cuentan con retén de Carabineros.

## Cultura

### Fiestas y celebraciones
- Feria costumbrista: Muestra, exhibición y venta de productos típicos, artesanías, juegos populares, folclore y gastronomía típica. Fecha y lugar: enero, en Samo Alto.
- Festivales rancheros de verano. Encuentro comunal regional de la música ranchera. Fecha: enero – febrero
- Fiesta de La Trilla: Rescate de las tradiciones de los pueblos rurales, muestras folclóricas, comidas típicas y venta de productos y artesanías de la comuna. Fecha y lugar: febrero, en San Pedro.
- Festival del Loro Tricahue: Encuentro artístico de la música y el canto popular. Fecha y lugar: febrero, en Samo Alto.
- Fiesta de la Vendimia: Recolección de la cosecha, elección de reinas, juegos populares, música folclórica, gastronomía y productos. Fecha y lugar: abril, en Serón.
- Fiestas religiosas Santos Patronos: Fiestas populares que celebran a los patronos de los diferentes pueblos. Fiesta de San Pedro, en la localidad del mismo nombre; Fiesta de Cristo Rey, en Pichasca; Fiesta de Francisco Javier, en Samo Alto; Fiesta de la Virgen del Carmen, en Serón y Hurtado; Fiesta religiosa de Las Mercedes de El Chañar, el 11 de septiembre en El Chañar y Fiesta de Santa Teresita, en Las Breas. Fechas: Entre abril y noviembre.
- Mateada: Encuentro del adulto mayor, para disfrutar de un buen mate, degustaciones de churrasca, queso de cabra, cachitos de nuez, mote con huesillo, dulces y otras delicias. Fecha: octubre, Hurtado.

## Lugares de interés

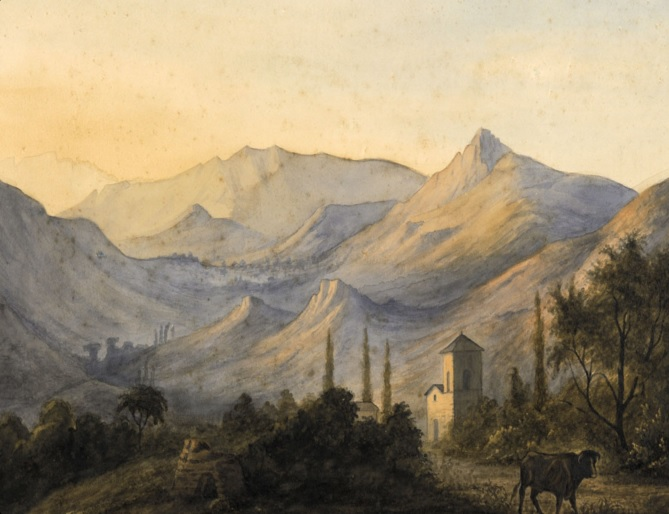
Imagen de Rio Hurtado realizada por Amadeo Pissis

En el trayecto hacia esta comuna es posible visitar el Embalse Recoleta y los poblados de Tabaqueros, Huampulla, Samo Alto, El Espinal, San Pedro, Pichasca, Fundina, Serón, Morillos, Hurtado, El Chañar, Lavaderos, Las Breas entre otros, hasta llegar a la localidad de El Bolsico en el sector más cordillerano.
Desde la Comuna de Río Hurtado, es posible visitar el villorrio de Corral Quemado y el Monumento Natural de Pichasca, con una flora y fauna extraña para este lugar además y hacia el norte, se encuentra la Comuna de Vicuña y hacia el suroriente, siguiendo el curso del río Hurtado, los villorrios de Chañar, El Bosque, Las Breas y Pabellón.
Es un lugar absolutamente tranquilo, con lugares habitados por pequeños campesinos y donde es posible convivir con ellos, ayudar en sus labores y conocer directamente las labores de cosecha y pastoreo, conocer su artesanía y disfrutar de su suculenta gastronomía familiar.
Es posible practicar senderismo en los cerros cercanos: Potreritos, Quebraditos y El Volcán.
Hacia el poniente se encuentran los Observatorios Astronómicos Internacionales de Cerro Tololo y Cerro Morado.